# مالوری مارتین
مالوری مارتین (انگلیسی: Mallory Martin؛ زادهٔ ۲۹ ژانویهٔ ۱۹۹۴) ورزشکار هنرهای رزمی ترکیبی اهل ایالات متحده آمریکا است. وی از سال ۲۰۱۶ میلادی تاکنون مشغول فعالیت بوده‌است.